# Híres walesiek listája
A híres walesiek listáját tartalmazza az alábbi felsorolás.

## Színészek/színésznők
- Stanley Baker (1928–1976)
- Christian Bale (1974)
- Richard Burton (1925–1984)
- Timothy Dalton (1946)
- Josie D'Arby (1972)
- Richard Davies (1926–2015)
- Ryan Davies (1937–1977)
- Windsor Davies (1930–2019)
- Leondre Devries (2000)
- Taron Egerton (1989)
- Peg Entwistle (1908–1932)
- Clifford Evans (1912–1985)
- Dawn French (1957)
- Hugh Griffith (1912–1980)
- Kenneth Griffith (1921–2006)
- Ioan Gruffudd (1973)
- Edmund Gwenn (1877–1959)
- Lyn Harding (1867–1952)
- Donald Houston (1923–1991)
- Glyn Houston (1925–2019)
- Anthony Hopkins (1937)
- Rhys Ifans (1967)
- Gary Jones (1958)
- Glynis Johns (1923–2024)
- Desmond Llewelyn (1914–1999)
- Philip Madoc (1934–2012)
- Ray Milland (1907–1986)
- Siân Phillips (1933)
- Jonathan Pryce (1947)
- Angharad Rees (1944 vagy 1949–2012)
- Roger Rees (1944–2015)
- John Rhys-Davies (1944)
- Matthew Rhys (1974)
- Rachel Roberts (1927–1980)
- Michael Sheen (1969)
- Sarah Siddons (1755–1831)
- Victor Spinetti (1929–2012)
- Tim Vincent (1972)
- Tom Ward (1971)
- Naunton Wayne (1901–1970)
- Emlyn Williams (1905–1987)
- Peter Wingfield (1962)
- Catherine Zeta-Jones (1969)

## Képzőművészek
- Nina Hamnett (1890–1956) festő
- Augustus John (1878–1961) festő
- Gwen John (1876–1939) festő
- David Jones (1895–1974) festő, költő
- Roger Moss, szobrász
- Andrew Vicari (1938) festő, (2004-ben az Egyesült Királyság leggazdagabb képzőművésze)
- Ceri Richards (1903–1971) festő

## Üzletemberek
- Laura Ashley (1925–1985) tervező
- James Gomer Berry (1883–1968) lapkiadó
- William Berry (1879–1954) lapkiadó
- David Davies (1818–1893) nagyiparos
- John Josiah Guest (1785–1852) vasgyáros
- Terry Matthews (1943) telekommunikációs befektető
- Charles Stewart Rolls (1877–1910) motorgyártó és pilóta
- Sir Howard Stringer (1942) üzletember
- David Alfred Thomas (1856–1918) nagyiparos

## Felfedezők
- John Evans (1770–1799)
- George Everest (1790–1866)
- Henry Morton Stanley (1841–1904)

## Filmrendezők
- Peter Greenaway (1942)
- Craig Handley (1977)

## Humoristák
- Max Boyce (1945)
- Tommy Cooper (1922–1984) komikus, bűvész
- Terry Jones (1942) komikus, író, rendező, a Monty Python-csoport tagja
- Tessie O'Shea (1913–1997)

## Újságírók és rádiós műsorvezetők
- Jeremy Bowen (1960) újságíró és rádiós műsorvezető
- Derek Brockway (1968) a BBC Wales Today fő időjárás-jelentője
- Russell Davies, rádiós műsorvezető
- Huw Edwards (1961) újságíró
- Sara Edwards, a BBC Wales Today társ-műsorvezetője
- Dewi Griffiths, az „A String of Pearls” című műsor vezetője
- Guto Harri (1966) a BBC üzleti tudósítója
- John Humphrys (1943) újságíró és műsorvezető
- Gethin Jones (1978) televíziós műsorvezető
- Martyn Lewis, műsorvezető
- Jamie Owen (1967) a BBC Wales Today társ-műsorvezetője
- Wynford Vaughan-Thomas (1908–1987) újságíró, a BBC tudósítója a második világháborúban
- Huw Wheldon (1916–1986) újságíró és műsorvezető
- Sian Williams (1964) televíziós műsorvezető

## Katonák
- T.E. Lawrence (Arábiai Lawrence) (1888–1935)
- Hubert William Lewis
- Simon Weston (1961–) katona és rádiós műsorvezető
- Roger Williams (1537 körül – 1595)

## Uralkodók
- II. Edward angol király (1284–1327)
- V. Henrik angol király (1387–1422)
- VII. Henrik angol király (1457–1509)
- Nagy Llywelyn (1173 körül – 1240)

## Zenészek
- Phil Campbell (1961) a Motörhead gitárosa
- Shirley Bassey (1937) énekesnő
- Stuart Burrows (1933) operaénekes, tenor
- John Cale (1942) zenész, a Velvet Underground tagja
- Charlotte Church (1986), énekesnő
- Spencer Davis (1939–2020) zenész, a Spencer Davis Group alapítója
- Henry Walford Davies (1869–1944) zeneszerző
- Sir Geraint Evans (1922–1992) operaénekes
- Andy Fairweather-Low (1948) gitáros, énekes
- Catrin Finch (1980) hárfás
- Roger Glover (1945) a Deep Purple basszusgitárosa
- Jemma Griffiths, „Jem” (1975) énekesnő
- Pete Ham (1947–1975) zenész, a Badfinger vezetője
- Owain Arwel Hughes (1942) karmester
- Katherine Jenkins (1980) énekesnő
- Karl Jenkins (1944) zeneszerző
- Daniel Jones (1912–1993) zeneszerző
- Kelly Jones (1974) zenész, énekes
- Tom Jones (1940) énekes
- Cerys Matthews (1969) énekes
- Elaine Morgan, énekes
- Ivor Novello (1893–1951) színész, zeneszerző, drámaíró, producer, énekes
- Tessie O'Shea (1913–1995)
- Jimmy Page (1944), a Led Zeppelin gitárosa
- Donald Peers (1908–1973) énekes
- Mal Pope (1960) énekes, dalszerző
- Ian Watkins (1977) a Lostprophets énekese
- James Sauvage (1849–1922) énekes
- Sir Harry Secombe (1921–2001) színész és énekes
- Henry Spinetti (1951) dobos
- Dorothy Squires (1915–1998) énekes
- Robert Tear (1939–2011) operaénekes, tenor
- Bryn Terfel (1965) operaénekes, bariton
- Thighpaulsandra, zenész, zeneszerző
- John Thomas (1826–1913) hárfás, zeneszerző
- Bonnie Tyler (1951) énekesnő
- Grace Williams (1906–1977) zeneszerző
- James Dean Bradfield (1969) gitáros, énekes
- David Rees-Thomas (1970) zeneszerző

## Filozófusok
- Richard Price (1723–1791)
- Bertrand Russell (1872–1970)
- Thomas Vaughan (1621–1666)

## Politikusok
- Aneurin Bevan (1897–1960) a Nemzeti Egészségügyi Szolgálat megalapítója
- Ifor Bach
- Kenneth Baker (1934–) konzervatív politikus
- Henry Bruce (1815–1895)
- S.O. Davies (1886–1972)
- Gwynfor Evans (1912–2005) Plaid Cymru első parlamenti képviselője
- Jim Griffiths (1890–1975) Wales első államtitkára
- Sir Samuel Griffith (1845–1920)
- Michael Heseltine (1933) politikus
- Michael Howard (1941), volt konzervatív párti vezető
- Geoffrey Howe (1926)
- Cledwyn Hughes (Baron Cledwyn of Penrhos, 1916–2001) politikus
- Roy Jenkins (1920–2003), az Európai Bizottság Elnöke (1976–1981)
- Baron Elwyn-Jones (1909–1989) ügyvéd, politikus és lordkancellár
- Neil Kinnock (1942) munkáspárti vezető (1983–1992)
- Francis Lewis (1713–1803) az amerikai függetlenségi nyilatkozat egyik aláírója
- David Lloyd George (1863–1945) politikus, miniszterelnök (1916–1922)
- Paul Murphy (1946) Észak-Írország államtitkára (2002–2005)
- John Prescott (1938–2024) politikus, miniszterelnök-helyettes (1997–2007)
- Henry Richard (1812–1888)
- Edward V. Robertson (1881–1963) amerikai szenátor
- Ted Rowlands parlamenti képviselő
- Joan Ruddock (1943)
- George Thomas (1909–1997)
- Thomas Vaughan (1410 körül – 1483)
- William Williams (1634–1700) ügyvéd és politikus

## Vallási vezetők
- Szent Dávid
- Howell Harris (1714–1773)
- Szent Illtud
- Seth Joshua (1858–1925) prédikátor
- Evan Roberts (1878–1950) prédikátor
- Rowan Williams (1950) Canterbury érseke 2002–2012 között
- William Williams Pantycelyn (1717–1791) himnuszköltő

## Tudósok
- Edward George Bowen (1911–1991) a radar úttörője
- Donald Davies (1924–2000) számítógép-szakértő
- Sam Edwards (1928–2015) fizikus
- Lord Brian Flowers (1924) fizikus
- Steve Jones (1944) biológus
- William Jones (1675–1749) matematikus
- Brian David Josephson (1940) Nobel-díjas fizikus
- William Henry Preece (1834–1913) mérnök
- Robert Recorde (1510 körül – 1558) matematikus
- Elmer Rees, matematikus
- Lord Bertrand Russell (1872–1970) matematikus, filozófus, Nobel-díjas
- Alfred Russel Wallace (1823–1913) biológus

## Sportolók
- Ivor Allchurch (1929–1997) labdarúgó
- Gerwyn Price világbajnok darts játékos
- Joe Calzaghe világbajnok ökölvívó
- John Charles (1931–2004) labdarúgó
- Lynn Davies olimpiai bajnok
- Jim Driscoll (meghalt 1925-ben) ökölvívó
- Gareth Edwards rögbijátékos
- Tommy Farr ökölvívó
- Ryan Giggs (1973) labdarúgó
- Tanni Grey-Thompson (1969)
- Ceri Griffiths (1976), cselgáncsozó
- Terry Griffiths (1947) sznúkerjátékos
- Colin Jackson (1967) gátfutó
- Neil Jenkins (1971) rögbijátékos
- Barry John (1945) rögbijátékos
- Jeff Jones (1941) krikettjátékos
- Simon Jones (1978) krikettjátékos
- Steve Jones atléta
- Jack Kelsey (1929–1992) labdarúgó
- Enzo Maccarinelli világbajnok ökölvívó
- Billy Meredith labdarúgó
- Cliff Morgan (1930) rögbijátékos
- Johnny Owen (1956–1980) ökölvívó
- Dai Rees (1913–1983) golfozó
- Gavin Rees világbajnok ökölvívó
- Gary Sprake (1945)
- Clive Sullivan rögbijátékos
- Haydn Tanner (1917) rögbijátékos
- Freddie Welsh (1886–1927) ökölvívó
- Bleddyn Williams (1923) rögbijátékos
- JPR Williams (1949) rögbijátékos
- Jesse T Williams labdarúgó
- Mark Williams sznúkerjátékos
- Howard Winstone, (1939–2000) ökölvívó
- Ian Woosnam (1958) golfozó
- Dafydd Roberts (1987) rögbijátékos
- Tom Pryce (1949–1977) Formula1-es pilóta
- Aaron Ramsey (1990) labdarúgó
- Gareth Bale (1989) labdarúgó
- Gerwyn Price (1985) világbajnok dartsjátékos
- Jonny Clayton (1974) Premier League győztes dartsjátékos

## Szakszervezeti vezetők
- Clive Jenkins (1926–1999)
- James Henry Thomas (1874–1949)
- Moss Evans (1925–2002)

## Írók
- Aneirin, középkori epikus költő (névváltozatok: „Aneurin” „Anuerin”)
- Asser, Sherborne püspöke (meghalt 908-ban) író
- Mary Balogh regényíró
- Rhoda Broughton (1840–1920) regényíró
- Alexander Cordell (1914–1997) regényíró
- Roald Dahl (1916–1990) író
- Andrew Davies író
- Russell T. Davies (1963) TV-forgatókönyvíró
- John Dyer (1699?–1758) költő
- Caradoc Evans (1878–1945) regényíró, novellaíró
- Dick Francis (1920) zsoké és író
- Ken Follett (1949) író
- Giraldus Cambrensis (1146 körül – 1223 körül) krónikás
- Iris Gower regényíró
- Ann Griffiths (1776–1805) költő
- Dafydd ap Gwilym (1315/1320 – 1350/1370) költő
- Hedd Wyn költő
- Richard Hughes (1900–1976) regényíró
- Jack Jones (1884–1970) regényíró
- Lewis Jones(1897–1939)
- William Jones (1746–1794) nyelvész
- Saunders Lewis író, politikus
- Richard Llewellyn (1907–1983) regényíró
- Goronwy Rees (1909–1979) író, újságíró, akadémikus
- Jean Rhys (1894–1979) regényíró
- Kate Roberts (1891–1985) író
- Howard Spring (1889–1965) regényíró
- Thomas Stephens (1821–1875) történész és kritikus
- Dylan Thomas (1914–1953) költő, író
- Edward Thomas (1878–1917) költő
- Ronald Stuart Thomas (1913–2000) költő
- Hester Thrale (1740–1821) naplóíró
- Henry Vaughan (1621–1695) költő
- Vernon Watkins (1906-1967) költő
- Glanmor Williams (1920–2005) történész
- Raymond Williams (1921–1988) regényíró, kritikus, akadémikus
- Waldo Williams (1904–1971) walesi nyelvű költő

## Egyéb hírességek
- John Dee (1527–?) alkímista
- Timothy John Evans (1924–1950), téves ítélet következtében felakasztották a felesége és a leánya meggyilkolása miatt
- Geoffrey of Monmouth egyházi személy és történész
- George Jeffreys (1648–1689) ítélőbíró
- Ernest Jones (1879–1958) pszichiáter
- Anna Leonowens (1834–1914), nevelőnő Sziámban
- Harold Lowe (1882–1944) tengerész, a Titanic ötödik tisztje
- Walter Map (1137 körül – 1209), középkori „raconteur”
- Henry Morgan, (1635 körül – 1688) üzletember
- John Nash (1752–1835) építész
- Robert Owen (1771–1858) reformer
- William Price, különc orvos
- Bartholomew Roberts (1682–1722) kalóz (Feketeszakáll)